# Gisela Schmeer
Gisela Schmeer (* 25. April 1926 in Berlin; † 22. März 2024 in München) war eine deutsche Ärztin, Psychologin, Psychoanalytikerin, Kunsttherapeutin und Schriftstellerärztin.

## Leben
Nach Beendigung des Medizinstudiums im Jahr 1949 und des Psychologiestudiums im Jahr 1953 in München übernahm sie die Leitung der Psychosomatischen Beratungsstelle für Kinder bei der Universitäts-Kinderpoliklinik in München. Seit 1955 arbeitete sie als Kinderpsychotherapeutin, später als Psychotherapeutin und -analytikerin. Ab 1980 war sie in der ärztlich-psychologischen und kunsttherapeutischen Fort- und Weiterbildung tätig. Später erhielt sie einen Lehrauftrag an der Akademie der Bildenden Künste in München, ab 2005 war sie Professorin für Kunsttherapie an der Hochschule für Bildende Künste Dresden.
Sie gilt mit Edith Kramer und Elisabeth Tomalin als Pionierin der Kunsttherapie des zwanzigsten Jahrhunderts. Ihre Resonanzbildmethode ist in zahlreichen Veröffentlichungen belegt und wird in Seminaren der ärztlich-psychologischen und kunsttherapeutischen Fort- und Weiterbildung vermittelt.

## Werke (Auswahl)
- Der singende Wolf, Roman, Schneekluth, München, 1981, ISBN 3795107717
- Das sinnliche Kind. Klett-Cotta, Stuttgart 1995, ISBN 3-608-91201-0
- Kunsttherapie in der Gruppe. Pfeiffer bei Klett-Cotta Verlag, 2003, ISBN 3-608-89716-X
- Die Resonanz-Bild Methode – Visuelles Lernen in der Gruppe. Klett-Cotta, 2006, ISBN 3-608-89009-2
- Ein Leben, eine Lehre. Erato Verlag, Graz,  2015, ISBN 978-3-902860-08-8

## Preise
- 1983: Erster Literaturpreis der Bundesärztekammer für Schriftstellerärzte[7]